# Pemphigus jujubae
Pemphigus jujubae är en insektsart som först beskrevs av Buckton 1883.  Pemphigus jujubae ingår i släktet Pemphigus och familjen långrörsbladlöss. Inga underarter finns listade i Catalogue of Life.